# Mont Soematsu
Le mont Soematsu (ソエマツ岳, Soematsu-dake) est une montagne culminant à 1 625 m d'altitude dans les monts Hidaka en Hokkaidō au Japon.